# Lokomotiv
Et lokomotiv er et køretøj, der kan trække eller skubbe et tog. I modsætning til vogne medbringer et lokomotiv almindeligvis kun de materialer, der er nødvendige for at trække/skubbe toget (brændstof, sand m.m.) og personale (lokomotivfører, fyrbøder (kun damplokomotiver) og evt. rangérpersonale eller en togfører).
Lokomotiver siges at køre i forspand, hvis der er mere end ét til at trække toget. Eventuelt kan togets vogne kobles mellem lokomotiverne – dette har kun sjældent forekommet i Danmark. Det mest kendte tilfælde er nok de tidligere kultransporter til Herningværket.
I Danmark anvendes i stigende grad selvkørende togsæt i stedet for lokomotivtrukne persontog. IC3-toget er et eksempel på denne udvikling.

## Lokomotivtyper
Lokomotiver kan inddeles i kategorier på flere måder. Før i tiden skelnede man i betydelig grad mellem lokomotiver til person- og godstog, men udviklingen af dieselolie og elektricitet til fremdrift har muliggjort universallokomotiver, der er egnede til begge dele.
Desuden inddeler man lokomotiver i stræknings- og rangerlokomotiver. Lokomotiver til strækningskørsel er normalt større og hurtigere end rangerlokomotiver; man ønsker imidlertid at minimere mængden af rangering, og i Danmark bruges strækningslokomotiver ofte til den nødvendige rangering, ligesom rangerlokomotiver ses brugt til let strækningskørsel.

## Ekstern henvisning
- lokomotivet.dk: Ordbog: lokomotiv